# تشتت (بصريات)

تشتت الضوء عبر المنشور

تشتيت أو تشتت الضوء أو التقزح هو فصل الضوء إلى ألوانه. تنكسر الألوان بحسب قيمها المختلفة، فلكل لون درجة انكسار معينة. في تشتت الضوء الأبيض يفصل إلى الألوان في الطيف المرئي. يتشتت الضوء عبر المنشور، كما يمكن للحيود والاستطارة أن يسببا تشتت الضوء.
التشتت يُعرف في الفيزياء بعلاقة كمية معينة بالتردد، وفي البصريات تحديداً تكون العلاقة مرتبطة بتردد الضوء (سرعة الضوء مرتبطة بتردده والذي يختلف حسب الوسط الذي يسير فيه).
نتيجة لذلك فإن الضوء على سطح موشور ينكسر بدرجات متفاوتة و يظهر على الجهة الأخرى طيف ملون.

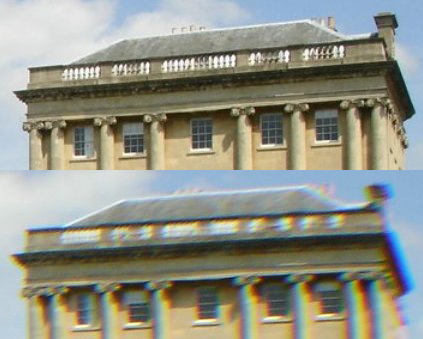
الزيغ اللوني (مقارنة)

## التشتت في المواد
تشتت الضوء في المادة التي يسير فيها يمكن أن يكون مرغوباً أو غير مرغوب به في التطبيقات البصرية. التشتت في حالة الموشور يعطي الإشعاعات الطيفية و هذه إحدى التطبيقات المرغوبة. الألواح الشبكية الرقيقة تستعمل، لأنها تسمح للتمييز بين الأطوال الموجية.

في حالات أخرى يكون التشتت غير مرغوب به كما يحدث في العدسات غير المعدلة بحيث يسبب التشتت ما يعرف بالزيغ اللوني مما يؤدي إلى صورة غير واضحة، كما في الصورة أعلاه (المقارنة بين صورتين في حالة الزيغ اللوني و في الحالة الطبيعية).
هذا يحدث لأن الضوء بأطواله الموجية المختلفة لا يتقاطع في نقطة واحدة (بؤرة) وإنما يتقاطع كل لون (ذو طول موجي معين) في نقطة مختلفة على المحور الأفقي .

عدسة محدبة تسبب زيغ لوني

## التشتت في الموجه الموجي
الموجه الموجي بطبيعته شديد التشتت بسبب شكله الهندسي. الألياف الزجاجية هي أحد أنواع الموجهات الموجية (للضوء) و التي لها تطبيقات كثيرة في الاتصالات.
التشتت الناتج عن الزيغ اللوني أحد الأسباب التي تقلل من كمية المعلومات التي يمكن نقلها بواسطة ليف زجاجي واحد.